# Embryoblast

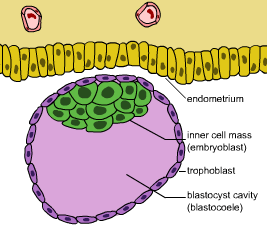
Blastocyste. Een blastocyste bestaat uit minimaal 128 blastomeren.

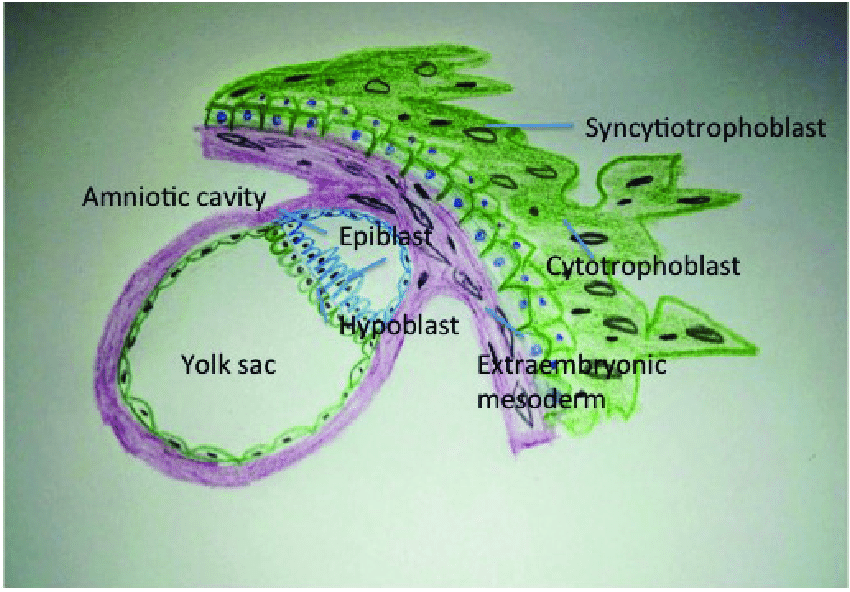
Menselijk embryo op dag 14 na de bevruchting.

De embryoblast of binnenste celmassa (bij buideldieren bekend als de pluriblast) is een structuur, die gevormd wordt op dag 1,5–3 vanaf de bevruchting. Het is de celmassa in de blastocyste die uiteindelijk aanleiding zal geven tot de definitieve structuren van de foetus. De embryoblast vormt zich in de vroegste stadia van de embryonale ontwikkeling, vóór implantatie in het baarmoederslijmvlies van de baarmoeder. De embryoblast is volledig omgeven door een enkele laag trofoblastcellen van de trofoblast.

## Verdere ontwikkeling

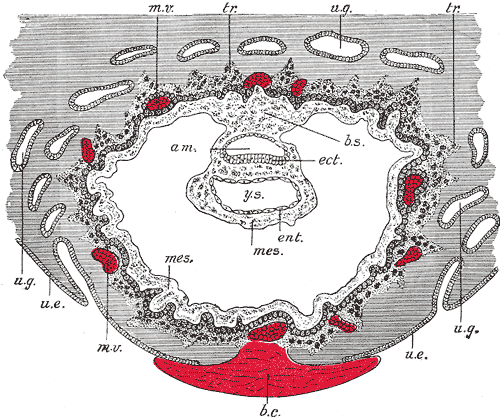
Sectie door menselijk embryo ingebed in het baarmoederslijmvlies. Semidiagrammatisch. (Na Peters.) am. Vruchtblaas (amnionholte). b.c. Bloedprop. b.s. Hechtsteel. ect. Embryonaal ectoderm. ent. Entoderm. me. Mesoderm. m.v. Bloedvaten van de moeder. tr. Trofoblast. u.e. Baarmoederepitheel. u.g. Baarmoederklieren. y.s. Dooierzak

De fysieke en functionele scheiding van de embryoblast van de trofoblast is een speciaal kenmerk van de ontwikkeling van zoogdieren en is de eerste specificatie van de cellijn in deze embryo's. Na de bevruchting in de eileider ondergaat het zoogdierembryo een relatief langzame reeks celdelingen om een morula van 16 cellen te produceren. Elke cel van de morula, een blastomeer genoemd, vergroot het oppervlaktecontact met zijn buren in een proces dat verdichting wordt genoemd. Dit resulteert in een polarisatie van de cellen in de morula, en verdere splitsing levert bij zoogdieren een blastocyste op van ongeveer 32 cellen. Bij muizen omvatten ongeveer 12 interne cellen de nieuwe embryoblast en 20-24 cellen van de omringende trofoblast.. Er is variatie tussen soorten zoogdieren wat betreft het aantal cellen bij verdichting, waarbij runderembryo's verschillen vertonen die verband houden met verdichting al vanaf 9-15 cellen en bij konijnen pas na 32 cellen. Er is ook variatie tussen soorten in genexpressiepatronen in vroege embryo's. Bij niet zoogdieren (andere meercellige dieren) wordt geen blastocyste gevormd, maar vindt direct na de blastulatie de gastrulatie plaats.
De embryoblast en de trofoblast zullen duidelijk verschillende celtypen genereren naarmate de innesteling begint en de embryogenese voortduurt. Trofoblastcellen vormen extra-embryonale weefsels, die een ondersteunende rol spelen voor het eigenlijke embryo. De membranen van de trofoblastcellen bevatten natrium-kaliumpomp (Na+/K+-ATPase) en Na+/H+wisselaars, die natrium in de centraal vormende holte pompen. De ophoping van natrium trekt water osmotisch naar binnen, waardoor de blastocoel ontstaat en groter wordt. Hierdoor ontstaat een gepolariseerde blastula, waarbij de embryoblast aan één uiteinde aan de trofoblast is bevestigd. Bij zoogdieren vormt de blastula vervolgens een blastocyste en ontstaat er in de embryoblast de amnionholte. Het verschil in cellulaire lokalisatie zorgt ervoor dat de embryoblastcellen die aan de blastocoel worden blootgesteld een kiemschijf vormen van primitief endoderm (of hypoblast), terwijl de overige cellen een primitief ectoderm (of epiblast) vormen. Deze twee cellagen groeien aan beide uiteinden uit tussen twee met vloeistof gevulde holtes: de primitieve dooierzak en de vruchtblaas (amnionholte). De hypoblast draagt bij aan extra-embryonale membranen en de epiblast zal aanleiding geven tot het eigenlijke embryo, evenals enkele extra-embryonale weefsels.

## Regulering van de celspecificatie
Omdat de afscheiding van pluripotente cellen van de embryoblast van de rest van de blastocyste een integraal onderdeel is van de ontwikkeling van zoogdieren, is er veel onderzoek gedaan om de overeenkomstige cellulaire en moleculaire mechanismen van dit proces op te helderen. Er is vooral belangstelling voor de manier waarop transcriptiefactoren en signaalmoleculen de asymmetrische delingen van blastomeren sturen, wat leidt tot wat bekend staat als binnen- en buitencellen en dus tot specificatie van de cellijn. Vanwege de variabiliteit en het regulerende karakter van embryo's van zoogdieren blijft experimenteel bewijs voor het vaststellen van deze vroege specificatie echter onvolledig.
Op transcriptieniveau zijn de transcriptiefactoren Oct4, Nanog, Cdx2 en Tead4 allemaal betrokken bij het vaststellen en versterken van de specificatie van de embryoblast en de trofoblast in vroege muizenembryo's.

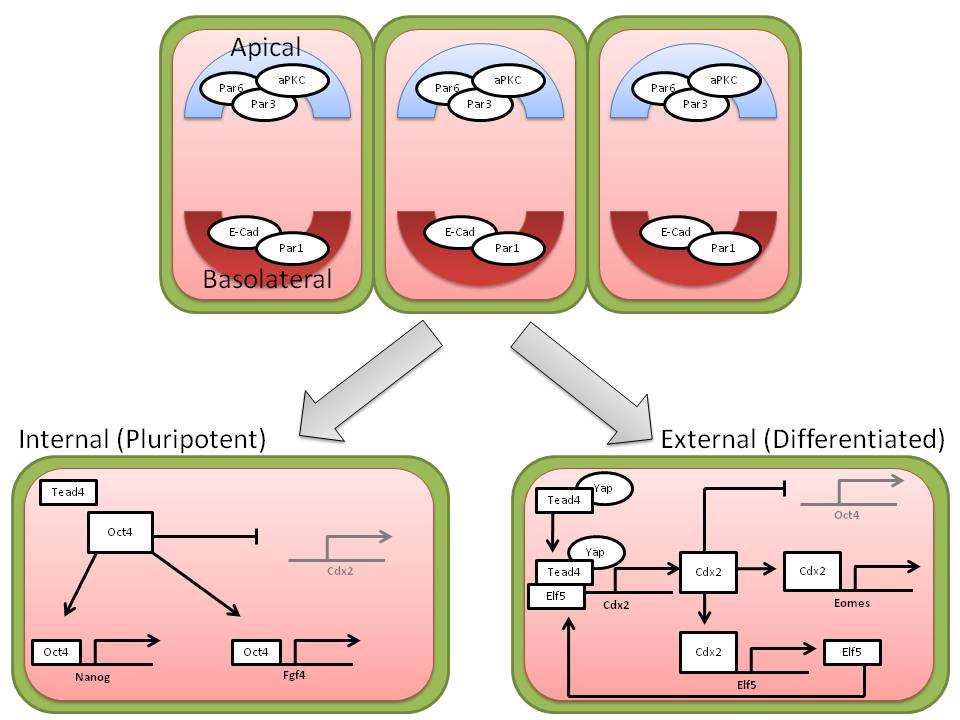
Apicale en basolaterale polarisatie in vroege embryo's wordt tot stand gebracht in het 8-16-celstadium na compactie. Dit initiële verschil in omgeving versterkt een transcriptionele terugkoppelingslus in interne of externe richting. Binnenin de cellen brengen hoge niveaus van Oct4 tot expressie, waardoor de pluripotentie behouden blijft en Cdx2 wordt onderdrukt. Buitencellen brengen hoge niveaus van Cdx2 tot expressie, wat trofoblast-differentiatie veroorzaakt en Oct4 onderdrukt.

- Oct4: Oct4 komt tot uitdrukking in de embryoblast en draagt bij aan het behoud van de pluripotentie ervan, een rol die is samengevat in uit de embryoblast afkomstige embryonale stamcellen van muizen.[8] Oct4-genetische knock-outcellen vertonen zowel in vivo als in vitro trofoblast-morfologische kenmerken. Er is aangetoond dat één transcriptioneel doelwit van Oct4 het Fgf4-gen is. Dit gen codeert normaal gesproken voor een ligand dat wordt uitgescheiden door de embryoblast en dat celproliferatie in de aangrenzende polaire trofoblast induceert.[8]
- Nanog: Nanog komt ook tot uitdrukking in de embryoblast en draagt bij aan het behoud van de pluripotentie ervan. In tegenstelling tot Oct4 tonen studies van Nanog-nulmuizen niet de terugkeer van de embryoblast naar een trofoblast-achtige morfologie aan, maar tonen ze aan dat het verlies van Nanog verhindert dat de embryoblast het primitieve endoderm genereert.[9]
- Cdx2: Cdx2 komt sterk tot uiting in de trofoblast en is vereist voor het behouden van de specificatie. Knockout-muizen voor het Cdx2-gen ondergaan celverdichting, maar verliezen de trofoblast-epitheelintegriteit tijdens het late blastocystestadium. Bovendien wordt vervolgens de expressie van Oct4 verhoogd in deze trofoblasstcellen, wat aangeeft dat Cdx2 een rol speelt bij het onderdrukken van Oct4 in deze cellijn. Bovendien kunnen embryonale stamcellen worden gegenereerd uit Cdx2-nulmuizen, wat aantoont dat Cdx2 niet essentieel is voor embryoblast-specificatie.[10]
- Tead4: Net als Cdx2 is Tead4 vereist voor de trofoblast-functie, hoewel de transcriptiefactor alomtegenwoordig wordt uitgedrukt. Tead4-nulmuizen ondergaan op soortgelijke wijze celverdichting, maar slagen er niet in de blastocoel te genereren. Net als Cdx2-nul-embryo's kunnen de Tead4-nul-embryo's embryonale stamcellen vormen, wat aangeeft dat Tead4 overbodig is voor embryoblastspecificatie.[11] Recent werk heeft aangetoond dat Tead4 kan helpen om Cdx2 in de trofoblast up- te reguleren en dat de transcriptionele activiteit ervan afhangt van de co-activator Yap. De celkernlokalisatie van Yap in buitencellen maakt het mogelijk om bij te dragen aan de trofoblast, terwijl binnencellen Yap in het cytoplasma onderdrukt door middel van fosforylatie.[12]

Samen functioneren deze transcriptiefactoren in een positieve terugkoppeling die de embryoblast en de trofoblastspecificatie versterkt. De initiële polarisatie van blastomeren vindt plaats in het stadium van 8-16 cellen. Een apicaal-basolaterale polariteit is zichtbaar door de apicale markers zoals Par3, Par6 en aPKC, evenals de basale marker E-Cadherine. Er wordt gedacht dat het tot stand brengen van een dergelijke polariteit tijdens celverdichting een omgevingsidentiteit genereert voor de binnen- en buitencellen van het embryo. Bijgevolg wordt de mogelijke expressie van de bovenstaande transcriptiefactoren versterkt in een terugkoppelingslus die buitencellen specificeert voor een trofoblastbestemming en binnencellen voor een embryoblastbestemming. In het model schakelt een apicale omgeving Cdx2 in, die zijn eigen expressie up-reguleert via de downreguleringstranscriptiefactor, Elf5. Samen met een derde transcriptiefactor, Eomes, werken deze genen om pluripotentiegenen zoals Oct4 en Nanog in de buitencellen te onderdrukken. De trofoblast wordt zo gespecificeerd en differentieert. Binnenin de cellen wordt het Cdx2-gen echter niet ingeschakeld en komen hoge niveaus van Oct4, Nanog en Sox2 tot expressie. Deze genen onderdrukken Cdx2 en de binnencellen behouden de pluripotentie en genereren de embryoblast en uiteindelijk de rest van het eigenlijke embryo op de goede manier.
Hoewel deze tweezijdigheid van genetische interacties duidelijk nodig is om de blastomeren van het muizenembryo te verdelen in zowel de embryoblast- als de trofoblast-identiteit, blijft het initiëren van deze terugkoppelingsreguleringen onderwerp van discussie. Of ze mogelijk tot stand komen of door een nog eerdere asymmetrie is onduidelijk, en huidig onderzoek probeert vroege markers van asymmetrie te identificeren. Sommige onderzoeken correleren bijvoorbeeld de eerste twee splitsingen tijdens de embryogenese met betrekking tot de toekomstige animale (dierlijke) en vegetatieve polen met uiteindelijke specificatie. De asymmetrische verdeling van epigenetische informatie tijdens deze eerste twee celsplitsingen, en de oriëntatie en volgorde waarin ze plaatsvinden, kunnen bijdragen aan de positie van een cel binnen of buiten de morula.

## Stamcellen
Blastomeren die zijn geïsoleerd uit de embryoblast van embryo's van zoogdieren en in vitro zijn gekweekt, staan bekend als embryonale stamcellen (ES-cellen). Deze pluripotente cellen kunnen, wanneer ze worden gekweekt in zorgvuldig gecoördineerde media, aanleiding geven tot alle drie de kiemlagen (ectoderm, endoderm en mesoderm). De transcriptiefactor LIF4 is bijvoorbeeld vereist om ES-cellen van muizen in vitro te kunnen behouden.[15] Blastomeren worden in een vroege blastocyste gedissocieerd van een geïsoleerde embryoblast, en hun transcriptionele code gecontroleerd door Oct4, Sox2 en Nanog helpt een ongedifferentieerde toestand te behouden.
Eén voordeel voor de regulerende aard waarin embryo's van zoogdieren zich ontwikkelen, is de manipulatie van blastomeren van de embryoblast om knock-outmuizen te genereren. Bij muizen kunnen mutaties in een gen van belang retroviraal worden geïntroduceerd in gekweekte ES-cellen, en deze kunnen opnieuw worden geïntroduceerd in de embryoblast van een intact embryo. Het resultaat is een chimere muis, die zich ontwikkelt met een deel van zijn cellen dat het ES-genoom bevat. Het doel van een dergelijke procedure is om het gemuteerde gen in de kiemlijn van de muis te incorporeren, zodat het nageslacht één of beide allelen van het betreffende gen zal missen. Genetici maken op grote schaal gebruik van deze embryoblast-manipulatietechniek bij het bestuderen van de functie van genen in zoogdieren.